# ザ・ダッシュ
ザ・ダッシュは、昭和期に活躍した歌謡漫才コンビ・音楽ショウ。

## 概要
前身はうめだ花月オープンの1959年に結成された漫楽トリオ「スプリングボーイズ」で、当時人気の漫画トリオにあやかり、楽器を使う漫才トリオということで漫楽トリオと称した。結成メンバーは志歌ソング以下、春日サンボ、森ミネオ。
春日、森と入れ替わりに古賀リズム、西条ロックが加入し「サン・サーンズ」に改名。
その後横山ホットブラザーズから小田レイジが加わり、カルテット「フォアダッシュ」と改名。
1966年前後に西条、小田が脱退し、長谷トーン、小井ビートが加入、この際に古賀リズムは古賀専太郎に改名。
後に長谷、小井が脱退して2人になり「ザ・ダッシュ」と改名。また市井信彦（鳳らん太・ゆう太のらん太の弟）が加入していた時期もある。
志歌ソングの息子ばんじょうじを加えトリオだった時期もあるが、最後は喜多ひろしを含むコンビで活動していた。平成期以降は休止している。
カントリー調のテーマ曲で、「グッバイさよなら再見アディオスまた会う日までララララ、ヘイ！」で〆る事が多かった。
松本人志は、パーソナリティーを勤めたラジオ番組「放送室」の中で、若手時代に非常に可愛がってもらったと語り、その縁で「ダウンタウンのごっつええ感じ」のコントで「グッバイさよなら～」のテーマ曲が用いられ、ソング自身も出演した。

## メンバー
- 志歌ソング（本名：玉崎隆平、1934年10月7日 - ）

田辺中学校出身。大手前歌謡学院で音楽の基礎を学ぶ。
- 古賀専太郎（本名：大幡恵宥、1936年6月28日 - 2011年12月 ）

近畿大学出身。コロムビア音楽院で音楽の基礎を学ぶ。吉本が募集した吉本新喜劇（当時吉本ヴァラエティ）の第一期研究生で新喜劇の同期に岡八郎（のちの岡八朗）、奥津由三、藤井信子がいる。
後期メンバー
- 喜多ひろし（本名：同じ、1972年8月23日 - ）

神戸市出身。立ち位置（右）vocal＆guitar　ボケ、ツッコミ担当。脱退後は役者、ミュージシャンとしても活動する。

## 元メンバー
- ばん じょうじ（本名：玉崎隆二、1961年5月14日 - ）

志歌ソングの実子。